# Catharina van Someren

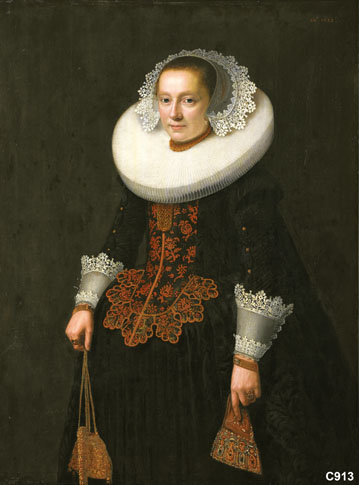
Catharina van Someren, 1632

Catharina van Someren (geboren vermutlich in Amersfoort um 1500; gestorben um 1580 vermutlich ebenda) war eine niederländische Stifterin. Sie gründete das Burgerweeshuis in Amersfoort.

## Leben
Catharina van Someren wurde um 1500 vermutlich in Amersfoort geboren. Sie war eine wohlhabende Einwohnerin ihrer Heimatstadt. Gemeinsam mit weiteren Bürgern der Stadt Amersfoort startete sie 1550 eine Initiative zur Gründung des „Armenwaisenhauses“. Der Rat der Stadt stand dem Vorschlag positiv gegenüber und spendete am 9. März 1551 einen Stiftungsbrief. Gemeinsam spendeten sie Geld und kauften den ehemaligen Beginenhof an der Ecke Sint Aagtensingel und Sint Agathastraat. Die ersten Waisenkinder wurden bereits im Jahr 1552 aufgenommen. Amersfoort war so eine der ersten Städte mit einem Waisenhaus. Die meisten Waisenhäuser wurden nach 1550 gegründet.
Anfangs bestand der Vorstand des Waisenhauses aus sechs Personen, dazu gehörten drei Waisenväter bzw. „Kuratoren“ und drei Waisenmütter. Catharina van Someren gilt als erste Regentin des Hauses und wird als solche auf einer Wandtafel erwähnt. Sie war nicht nur als Geldgeberin tätig, sondern engagierte sich auch aktiv im Waisenhaus. So brachte sie Anfang der 1570er Jahre manchmal Wolle aus Meppel für die rot-schwarzen Uniformen der Waisen mit. Catharina van Someren starb um 1580.
Das Burgerweeshuis (Städtisches Waisenhaus) zog 1611 in das ehemalige Kloster Mariënhof um, wo es bis 1931 blieb. Nachdem das letzte Waisenkind das Haus verlassen hatte, überdachten die Regenten die Funktion des Hauses. Es leistete weiterhin Hilfe für Kinder, wandelte sich jedoch nach und nach zu einer Geldverleihkasse und nahm keine Waisen und Halbwaisen mehr auf. Das Regentenzimmer im Mariënhof blieb Eigentum des Burgerweeshuis und das von Dirk Jacobsz gemalte Porträt von Catharina van Someren hängt dort noch heute.